# Реутов, Александр Васильевич
Алекса́ндр Васи́льевич Реу́тов (25 ноября 1925, с. Нечаевка, Курская губерния — 11 сентября 2003, Харьков) — токарь завода «Коммунар», Герой Социалистического Труда (1971).

## Биография
Родился 25 ноября 1925 года в селе Нечаевка (ныне в составе Яснозоренского сельского поселения Белгородского района, Белгородская область). После окончания местной семилетней школы работал и учился в ремесленном училище г. Шебекино на токаря.
Учёбу Реутова прервала война. 12 марта 1943 года в 17 лет Александр был призван на службу в Красную армию. В действующей армии с сентября 1943 года. Воевал разведчиком 163-го гвардейского истребительного противотанкового артиллерийского полка, был ранен, после излечения продолжил воевать связистом и орудийным номером батареи 76-мм пушек 369-го стрелкового полка 212-й стрелковой дивизии 61-й армии 1-го Белорусского фронта. Сражался с гитлеровцами в Прибалтике, освобождал Литву, Латвию, Польшу. Участвовал в Висло-Одерской, Варшавско-Познанской, Восточно-Померанской и Берлинской наступательных операциях Освобождал Варшаву, брал Берлин. Имел ранение 7 ноября 1943 года. За ратные подвиги награждён орденом Великой Отечественной войны 2 степени и медалями в том числе двумя «За отвагу». Продолжил службу в Группе советских оккупационных войск в Германии служил до 1949 года.
Возвратившись в родную Нечаевку, применения себе Реутов не нашёл и в конце 1949 года отправился в Харьков. Там его зачислили на работу токарем на завод «Коммунар», где он проработал более сорока лет. На предприятии Александр Васильевич стал признанным передовиком производства, новатором, внёс немало рационализаторских предложений по совершенствованию технологии изготовления деталей, сокращению затрат, экономии металла. 
Указом Президиума Верховного Совета СССР («закрытым») от 26 апреля 1971 года за выдающиеся заслуги в выполнении заданий пятилетнего плана и создание новой техники Реутову Александру Васильевичу присвоено звание Героя Социалистического Труда с вручением ордена Ленина и золотой медали «Серп и Молот».
Неоднократно выходил победителем заводских и городских соревнований на звание «Лучший по профессии». Принимал активное участие в работе общественных организаций, был наставником десятков молодых рабочих.
На пенсию Реутов ушёл по состоянию здоровья в 1991 году.
Жил в Харькове, Украина. Умер 11 сентября 2003 года.

## Награды
- Золотая медаль «Серп и Молот» (26.04.1971)
- Орден Ленина (26.04.1971)
- Орден Отечественной войны II степени (11.03.1985)[3]
- Медаль «За отвагу» (СССР)  (13.08.1944)[5]
- Медаль «За отвагу» (СССР)  (18.05.1945)[4]

- Медаль «В ознаменование 100-летия со дня рождения Владимира Ильича Ленина» (6 апреля 1970)
- Медаль «За доблестный труд»
- Медаль «За победу над Германией в Великой Отечественной войне 1941—1945 гг.» (9 мая 1945[6])
- Медаль «За освобождение Варшавы»  (9.06.1945)
- Медаль «За взятие Берлина»  (9.06.1945)
- Юбилейная медаль «Двадцать лет Победы в Великой Отечественной войне 1941—1945 гг.» (7 мая 1965[7])
- Юбилейная медаль «Тридцать лет Победы в Великой Отечественной войне 1941—1945 гг.»[8]
- Медаль «Сорок лет Победы в Великой Отечественной войне 1941-1945 гг.»[9]
- Медаль Жукова (1994)
- Юбилейная медаль «50 лет Победы в Великой Отечественной войне 1941—1945 гг.»[10]
- Медаль «Ветеран труда»
- Медаль «30 лет Советской Армии и Флота»[11]
- Юбилейная медаль «40 лет Вооружённых Сил СССР»[12]
- Юбилейная медаль «50 лет Вооружённых Сил СССР» (26 декабря 1967[13])
- Юбилейная медаль «60 лет Вооружённых Сил СССР» (28 января 1978[14])
- Юбилейная медаль «70 лет Вооружённых Сил СССР» (28 января 1988[15])
- Знак «Гвардия»
- Знак МО СССР «25 лет Победы в Великой Отечественной войне» (24 апреля 1970)

## Память
- На могиле установлен надгробный памятник.
- Его имя увековечено в Главном Храме Вооружённых сил России, и навсегда запечатлено на мемориале Дорога памяти»